# Queen Charlotte: Eine Bridgerton-Geschichte
Queen Charlotte: Eine Bridgerton-Geschichte ist eine US-amerikanische Miniserie, die am 4. Mai 2023 ihre Premiere bei Netflix hatte. Die von Shonda Rhimes geschaffene Serie ist ein Prequel von Bridgerton. Die Handlung beschreibt den Aufstieg einer als Schwarze fiktionalisierten Version der Königin Charlotte nach ihrer Heirat mit George III.

## Handlung
Die Handlung spielt in zwei Zeitebenen. Eine davon findet 1817 in der Zeitlinie von Bridgerton nach der 2. Staffel statt. Nachdem Prinzessin Charlotte eine Totgeburt erlitt und verstarb, ist die Thronfolge ungeklärt und Königin Charlotte drängt ihre Söhne und Töchter dazu, einen neuen Erben zu produzieren.
Die zweite Zeitlinie spielt 1761, als Charlotte von ihrem Bruder Adolphus als künftige Ehefrau von George III. von Mecklenburg-Strelitz nach England gebracht wird. Sie wird nicht nur als Ehefrau benötigt, sondern soll vor allem dazu dienen, das Parlament zu beruhigen und die Thronfolge zu sichern. Da sie schwarz ist, werden als „Großes Experiment“, um die Akzeptanz für die Ehe zu steigern, an andere Nichtweiße in England Titel verliehen und somit die Rassentrennung innerhalb der Oberschicht aufgehoben. Die Verbindung leidet darunter, dass sich George III. sehr merkwürdig benimmt und von ihr fernhält, worauf Charlotte schließlich herausfindet, dass er unter einer Geisteskrankheit leidet.

## Besetzung
| Rollenname                                           | Zeitlinie    | Hauptrolle (Episoden) | Nebenrolle (Episoden) | Darsteller             | Synchronsprecher        |
| Hauptfiguren                                         | Hauptfiguren | Hauptfiguren          | Hauptfiguren          | Hauptfiguren           | Hauptfiguren            |
| ---------------------------------------------------- | ------------ | --------------------- | --------------------- | ---------------------- | ----------------------- |
| Königin Charlotte                                    | 1761         | 1–6                   |                       | India Ria Amarteifio   | Carolin Sophie Göbel    |
| Königin Charlotte                                    | 1817         | 1–6                   |                       | Golda Rosheuvel        | Susanne von Medvey      |
| König George                                         | 1761         | 1–6                   |                       | Corey Mylchreest       | Felix Mayer             |
| König George                                         | 1817         |                       | 6                     | James Fleet            |                         |
| Lady Agatha Danbury                                  | 1761         | 1–6                   |                       | Arsema Thomas          | Gabrielle Pietermann    |
| Lady Agatha Danbury                                  | 1817         | 1–6                   |                       | Adjoa Andoh            | Dagmar Dempe            |
| Lady Violet Ledger Bridgerton                        | 1761         |                       | 3, 5–6                | Connie Jenkins-Greig   |                         |
| Lady Violet Ledger Bridgerton                        | 1817         | 1–6                   |                       | Ruth Gemmell           | Elisabeth Günther       |
| Prinzessin Augusta, Mutter des Königs                | 1761         | 1–6                   |                       | Michelle Fairley       | Kathrin Simon           |
| Brimsley, Kammerdiener der Königin                   | 1761         | 1–6                   |                       | Sam Clemmett           | Tobias John von Freyend |
| Brimsley, Kammerdiener der Königin                   | 1817         | 1–6                   |                       | Hugh Sachs             | Claus-Peter Damitz      |
| Reynolds, Kammerdiener des Königs                    | 1761         | 1–6                   |                       | Freddie Dennis         | Timo Weisschnur         |
| Lady Whistledown                                     | 1817         | 1–6                   |                       | Julie Andrews (Stimme) | Viktoria Brams          |
| Nebenfiguren                                         |              |                       |                       |                        |                         |
| Adolphus, Charlottes Bruder                          | 1761         |                       | 1, 4–6                | Tunji Kasim            |                         |
| Lord Herman Danbury                                  | 1761         |                       | 1–4                   | Cyril Nri              |                         |
| Coral, Lady Danburys Magd                            | 1761         |                       | 1–3, 5                | Peyvand Sadeghian      |                         |
| Lord Bute, Premierminister von England               | 1761         |                       | 1–6                   | Richard Cunningham     | Oliver Siebeck          |
| Earl Harcourt                                        | 1761         |                       | 1–6                   | Neil Edmond            | Matthias Klages         |
| Dr. John Monroe, Leibarzt                            | 1761         |                       | 3–6                   | Rob Maloney            | Peter Flechtner         |
| Lord Ledger, Violets Vater                           | 1761         |                       | 3, 5–6                | Keir Charles           | Sven Hasper             |
| Lady Vivian Ledger                                   | 1761         |                       | 3, 6                  | Katie Brayben          | Antje Thiele            |
| Lord Smythe-Smith                                    | 1761         |                       | 5                     | Lemar                  | Christopher Groß        |
| Lady Smythe-Smith                                    | 1761         |                       | 5                     | Nicola Alexis          |                         |
| Georg IV., Prinzregent, Charlottes ältester Sohn     | 1817         |                       | 1, 5–6                | Ryan Gage              |                         |
| Prinz Friedrich, Charlottes zweiter Sohn             | 1817         |                       | 2, 6                  | Felix Brunger          |                         |
| Prinz Wilhelm, Charlottes dritter Sohn               | 1817         |                       | 1–2, 5–6              | Seamus Dillane         |                         |
| Prinz Edward, Charlottes vierter Sohn                | 1817         |                       | 1–2, 5–6              | Jack Micheal Stacey    | Tim Knauer              |
| Prinzessin Augusta Sophie, Charlottes zweite Tochter | 1817         |                       | 3, 6                  | Helen Coathup          |                         |
| Prinzessin Elizabeth, Charlottes dritte Tochter      | 1817         |                       | 1, 6                  | Sabina Arthur          | Anne Düe                |
| Prinz Ernst August, Charlottes fünfter Sohn          | 1817         |                       | 2, 6                  | Harvey Almond          |                         |
| Prinz August, Charlottes sechster Sohn               | 1817         |                       | 2, 6                  | Ben Cura               |                         |
| Prinz Adolphus, Charlottes siebter Sohn              | 1817         |                       | 1–2, 6                | Joshua Riley           |                         |
| Prinzessin Sophia, Charlottes fünfte Tochter         | 1817         |                       | 1, 3, 6               | Eliza Capel            |                         |
| Prinzessin Adelaide, Wilhelms Braut                  | 1817         |                       | 5                     | Sophie Harkness        |                         |
| Prinzessin Victoire, Edwards Braut                   | 1817         |                       | 5                     | Florence Dobson        |                         |

## Episodenliste

### Staffel 1
| Nr. (ges.) | Nr. (St.) | Deutscher Titel                | Originaltitel    | Regie      | Drehbuch                        |
| --- | --------- | ------------------------------ | ---------------- | ---------- | ------------------------------- |
| 1 | 1         | Die künftige Königin           | Queen to Be      | Tom Verica | Shonda Rhimes                   |
| 1761 bringt Charlottes Bruder Adolphus die junge Charlotte nach England, nachdem er einen Ehevertrag zwischen ihr und König George unterzeichnet hat. Charlotte ist unglücklich, jemanden zu heiraten, den sie nie gesehen hat. Prinzessin Augusta, die Mutter von George, ist überrascht, dass Charlotte schwarz ist und lädt nun prominente People of Color zur Hochzeit ein, denen sie Adelstitel verleiht, womit als „Großes Experiment“ die vorherige Rassentrennung offiziell aufgehoben wird. Kurz vor der Hochzeit versucht Charlotte zu fliehen, trifft aber auf den äußerst charmanten George, der sie zu einer Hochzeit überreden kann. Nach der Hochzeit, vor Beginn der Hochzeitsnacht, jedoch lässt er Charlotte nach Buckingham House bringen und verlässt in Windeseile das Anwesen zum Kew Palace. Zuvor eröffnet er seiner Ehefrau, dass er beabsichtigt, das die beiden getrennte Leben führen sollen. 1817 verursacht der Tod von Prinzessin Charlotte eine Krise, denn die Thronfolge ist nun nicht mehr gesichert. Königin Charlotte ruft ihre zwölf Kinder zusammen und drängt sie dazu, zu heiraten und legitime Thronfolger zu produzieren. |           |                                |                  |            |                                 |
| 2 | 2         | Die glückseligen Flitterwochen | Honeymoon Bliss  | Tom Verica | Shonda Rhimes                   |
| Todunglücklich verbringt Charlotte ihre Flitterwochen größtenteils alleine mit ihrem Hofstaat und ihrem Kammerdiener Brimsley. Gegen dessen Rat lädt sie Lady Danbury zum Tee ein. Diese klärt Charlotte über den mechanischen Vorgang des Geschlechtsverkehrs auf, den sie nicht anders kennen lernen durfte, da ihr Ehemann Herman Danbury nicht besonders interessiert an ihrem Lustgewinn war. Für Lady Danbury ist die Freundschaft der jungen Königin ein großer gesellschaftlicher Vorteil. Doch Prinzessin Augusta versucht, so das Eheleben ihres Sohnes zu überwachen, da wichtig ist, ob die Ehe vollzogen wurde. Charlotte stellt George zur Rede, der ihr eröffnet, in der Hochzeitsnacht den Venustransit beobachtet zu haben. Er bittet sie um Verzeihung, und die beiden holen ihre Hochzeitsnacht nach. Jedoch belauscht Charlotte am nächsten Morgen ein Gespräch zwischen George und seiner Mutter, in dem er sagt, er verheimliche sein wahres Selbst vor Charlotte. |           |                                |                  |            |                                 |
| 3 | 3         | Gerade Tage                    | Even Days        | Tom Verica | Shonda Rhimes                   |
| Während George und Charlotte weiter streiten, haben sie ein erfülltes Sexualleben, das sie jedoch nur an „geraden Tagen“ ausleben. Während des Geschlechtsverkehrs kommen sich die beiden aber auch emotional näher. Als Charlotte herausfindet, dass der König ein Interesse an Landwirtschaft hat, unterstützt sie ihn, nicht wissend, dass sein Alter Ego „Bauer George“ ein Ausdruck seines Wahnsinns ist. Lord Danbury beschließt derweil, den ersten Ball der Saison auszurichten, und bittet seine Frau um Unterstützung. Obwohl diese nicht Augustas Unterstützung hat, da sie ihre Unterhaltungen mit Charlotte nicht an die Prinzessin verrät, erklärt sie sich bereit, ihrem Mann zu helfen. Es gelingt ihr, Charlotte zu überzeugen, mit George an dem Ball teilzunehmen. Dieser Ball entwickelt sich zu einem weiteren Ereignis, das die Rassentrennung im britischen Adel aufhebt. Beflügelt von diesem Erfolg hat Howard Danbury Sex mit Lady Danbury und verstirbt dabei an einem Herzinfarkt. Am Abend nach dem Ball hat George einen Anfall von Wahnsinn. Er zieht sich aus und rennt nackt in den Garten, um laut Venus zu preisen. Schließlich gelingt es Charlotte, ihn zu überzeugen, dass sie Venus sei, und die beiden gehen wieder herein, wo George zusammenbricht. |           |                                |                  |            |                                 |
| 4 | 4         | Zum Wohle des Königs           | Holding the King | Tom Verica | Nicholas Nardini                |
| In einer Rückblende wird erzählt, wie Prinzessin Augusta hinter dem Rücken von König George seine Ehe arrangiert, weil sie befürchtet, dass er auf Grund seiner Zusammenbrüche und manischen Episoden keine Frau finden werde. Der angesehene Arzt Doktor Monro glaubt nicht an Wahnsinn, sondern sieht Georges Anfälle als Ausdruck von Disziplinlosigkeit. Er schlägt eine unkonventionelle Methode zur Heilung vor, die vorsieht, den König zu demütigen. Dies wird zunächst abgelehnt, doch nachdem er sich in Charlotte verliebt, begibt er sich in die Hände des Doktors. Dieser foltert den König über mehrere Tage, bis George sich besser fühlt und beschließt, mit Charlotte zusammenzuziehen. Monro richtet ein Folterzimmer im Keller des gemeinsamen Anwesens ein, doch George hat nun genug. Als jedoch Charlotte schwanger wird und Dr. Monro als Arzt engagiert, hat er den Anfall in der Ballnacht und begibt sich wieder in die Hände des Doktors. |           |                                |                  |            |                                 |
| 5 | 5         | Blühende Gärten                | Gardens in Bloom | Tom Verica | Shonda Rhimes, Nicholas Nardini |
| Prinzessin Augusta erfährt von Charlottes Schwangerschaft und beschließt, nach Buckingham House zu kommen. Derweil ist Charlotte frustriert, weil sie nicht an ihren Ehemann herankommt und beschließt, ihren Bruder Adolphus zu bitten, sie nach Hause zu holen. Doch die schwarzen Mitglieder des Adels haben alle Hoffnung in Charlotte gesetzt und so versuchen sie, sie dazubehalten. In ihrer Not besucht Charlotte Lady Danbury, die nach dem Tod ihres Ehemannes ein sexuelles Erwachen hat und eine Affäre mit Lord Ledger beginnt. Lady Danbury ermuntert Charlotte, sich um ihren Ehemann zu kümmern. Sie findet heraus, dass Monro George quält, und entlässt ihn. Anschließend kümmert sie sich um George. 1817 arrangiert Charlotte Ehen für zwei ihrer Söhne. Derweil gesteht Violet Bridgerton Lady Danbury, dass ihr sexuelles Verlangen neu aufgeflammt ist, ohne zu wissen, dass diese einst ein Verhältnis mit ihrem Vater hatte. |           |                                |                  |            |                                 |
| 6 | 6         | Die Kronjuwelen                | Crown Jewels     | Tom Verica | Shinda Rhimes                   |
| Nachdem sich Charlotte und George zusammengerauft haben, kommt ihr Sohn George IV. auf die Welt. George fühlt sich zwar besser, doch als er eine Rede vor dem Parlament halten soll, lässt er die Kutsche wenden. Eine neue Staatskrise bahnt sich an und das Paar sucht einen Ausweg. So beschließen sie, einen Ball zu veranstalten, um den Thronfolger in die Gesellschaft einzuführen. Dort präsentiert sich George als würdiger König und der Staat ist fürs erste gerettet. Derweil bemüht sich Adolphus um Lady Danbury, deren Affäre mit Lord Ledger beendet ist, doch diese beschließt, darum zu kämpfen, dass sie ihren Titel behalten kann, was ihr gelingt, und so beendet sie die Avancen von Charlottes Bruder. 1817 findet Violet Bridgerton heraus, dass Lady Danbury eine Affäre mit ihrem Vater hatte. Nach einem kurzen Schock akzeptiert sie dies und die beiden setzen ihre Freundschaft fort. Prinzessin Viktoria, die von Charlotte an Prinz Edward vermittelte Ehefrau, ist schließlich schwanger und die Thronfolge gesichert. Charlotte besucht George in seiner Unterkunft, in dem er seit Jahren seinem Wahnsinn frönt, wo sie ihm die Neuigkeit verkündet. George hat dabei einen seiner wenigen klaren Momente.                                                 |           |                                |                  |            |                                 |

## Produktion
Die Serie wurde von Shonda Rhimes geschrieben und mit Betsy Beers als Executive Producer und Tom Verica als Regisseur produziert. Golda Rosheuvel, Ruth Gemmell und Adjoa Andoh greifen ihre Rollen aus der Hauptserie „Bridgerton“ wieder auf. Ende März 2022 wurden neben anderer Neubesetzung India Amarteifio, Arsema Thomas und Corey Mylchreest als junge Versionen der Königin, Lady Danbury und des Königs bekannt gegeben. Im April 2022 wurde Production Designer Dave Arrowsmith entlassen, vermutlich wegen Mobbing und missbräuchlichem Verhalten, wie The Sun unter Berufung auf eine anonyme Quelle berichtete.
Die Serie wurde ab dem 6. Februar 2022 produziert. Die Filmarbeiten begannen am 28. März 2022 und endeten am 30. August 2022. Gedreht wurde in England, Schauplätze waren Blenheim Palace in Woodstock, Oxfordshire, Belton House in Lincolnshire, Merton College in Oxford, Hatfield House in Hertfordshire und Waddesdon Manor in Buckinghamshire.

## Musik
Kris Bowers, der auch die ersten beiden Staffeln von Bridgerton musikalisch untermalte, war auch für die Musik von Queen Charlotte verantwortlich. Wie bereits bei Bridgerton enthält der Soundtrack eine Reihe von Neuinterpretationen aktueller Lieder als klassische Interpretationen.
Das dazugehörige Soundtrack-Album erschien am 4. Mai 2023 über Legacy Recordings, Netflix Music und Sony Music. Das ambitionierteste Stück war eine Orchesterversion von Alicia Keys If I Ain’t Got You.
| # | Titel                     | Interpret                                          | Songwriters                                                                       | Produzent                     | Länge |
| - | ------------------------- | -------------------------------------------------- | --------------------------------------------------------------------------------- | ----------------------------- | ----- |
| 1 | A Feeling I've Never Been | Kris Bowers                                        | Kris Bowers, Tayla Parx                                                           | Kris Bowers                   | 3:44  |
| 2 | Halo                      | Caleb Chan, Brian Chan                             | Beyoncé Knowles, Ryan Tedder, Evan Bogart                                         | Caleb Chan, Brian Chan        | 2:53  |
| 3 | If I Ain’t Got You        | Vitamin String Quartet                             | Alicia Keys                                                                       | Bowers                        | 3:34  |
| 4 | Déjà Vu                   | Mike Froudarakis and Alexander Leeming Froudakis   | Knowles, Rodney Jerkins. Delisha Thomas, Makeba, Keli Nicole Price, Shawn Carter  | Bowers                        | 2:20  |
| 5 | Run the World             | Caleb Chan, Brian Chan                             | Knowles, Terius Nash, David Taylor, Wesley Pentz. Adidja Palmer, Nick van de Wall | C. Chan, B. Chan              | 3:11  |
| 6 | Nobody Gets Me            | Caleb Chan, Brian Chan                             | Solána Rowe, Benjamin Levin, Rob Bisel, Carter Lang                               | C. Chan, B. Chan, Arbel Bedak | 4:05  |
| 7 | I Will Always Love You    | Vitamin String Quartet                             | Dolly Parton                                                                      | Bowers                        | 4:45  |
| 8 | If I Ain’t Got You        | Alicia Keys and Queen Charlotte's Global Orchestra | Alicia Keys                                                                       | Bowers                        | 4:54  |

## Veröffentlichung
Die sechs Folgen wurden am 4. Mai 2023 weltweit auf Netflix veröffentlicht.

## Rezeption

### Einschaltquoten
Wie bei Streaming-Serien üblich, liegen nur wenige unabhängig gesicherte Zahlen vor. Laut Netflix belegte die Serie in der Veröffentlichungswoche Platz 1 in 91 Ländern und erreichte mehr als 22 Millionen Views und 148,28 Millionen Stunden in der ersten Woche. In der zweiten Woche steigerte sich die Serie noch einmal auf 158,68 Millionen betrachtete Stunden. Damit gehört die Serie zu den beliebtesten Netflix-Serien aller Zeiten. In Deutschland sorgte die Serie für einen Besucheransturm auf Mecklenburg-Vorpommern, wo Königin Charlotte sowohl in der Serie, als auch tatsächlich herkam.

### Rezensionen
SWR2-Serienkritiker Karsten Umlauf meinte, die Serie sei zu „adelskritisch, um wirklich etwas für Royalisten zu sein“. Die Themen Rassismus und Identitätspolitik würden „eher oberflächlich“ behandelt. In der Frankfurter Allgemeinen Zeitung schrieb Andrea Diener: „Ganz so viele rauschende Bälle, ganz so viel Popcorn, kichernde Töchter in bunten Kleidern und munteren Heiratsmarkt hält die Sache diesmal nicht bereit, dafür sorgt schon der herausgeforderte König George.“ Insbesondere aber bei der Liebesgeschichte der Lakaien, die erste homosexuelle Liebesgeschichte im Serienuniversum, gelängen „dieser Bridgerton-Geschichte doch ein paar sehr innige Momente.“
Eher negativ äußerte sich Kathleen Hildebrand in der Süddeutschen Zeitung: „Die hochinteressante Prämisse der schwarzen Königin wird weitgehend: verschenkt. Vielleicht liegt das daran, dass die DNA von Bridgerton mit halbwegs ernsthafter historischer Spekulation einfach nicht kompatibel ist. Bridgerton ist klebrig süßes Gebäck mit goldener Zuckerglasur, dessen Liebesgeschichten nur der Optik wegen im Regency-England des frühen 19. Jahrhunderts spielen. Weil man da alle in pastellfarbene Seidenkleider stecken und auf Bällen tanzen lassen kann, die aussehen, als hätte eine Highschool im mittleren Westen der USA einen ambitionierten Motto-Abschlussball inszeniert. Es lebe die Königin? Leider nur: Es lebe der Kitsch.“